# Akinwumi Adesina

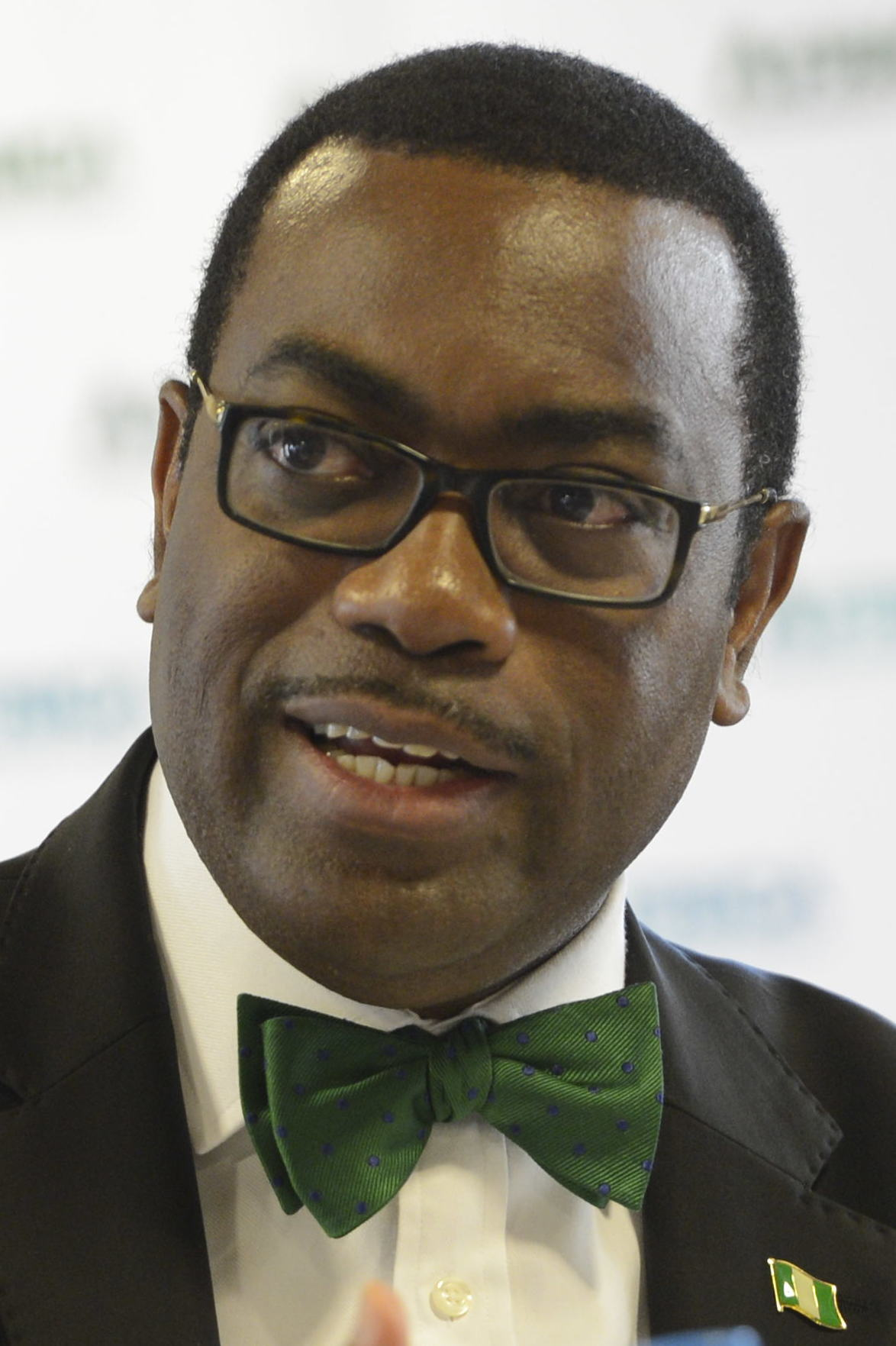
Akinwumi Adesina (2014)

Akinwumi Ayodeji Adesina (* 6. Februar 1960) ist ein nigerianischer Politiker und aktueller Präsident der Afrikanischen Entwicklungsbank (AfEB).

## Leben
Adesina studierte an der Obafemi Awolowo University, wo er 1981 einen Bachelor in Agricultural Economics (Agrarwissenschaften) erlangte, und ging danach an die Purdue University in die USA, wo er 1988 einen Ph.D. in Agricultural Economics (Agrarwissenschaften) erlangte. 1988 gewann er ein Post-Doc-Stipendium der namhaften Rockefeller-Stiftung, für die er von 1998 bis 2008 als stellvertretender Direktor für Ernährungssicherung in New York City tätig war.
Von 2008 bis 2010 war Präsident der Afrikanischen Gesellschaft der Agrarwissenschaftlern (African Association of Agricultural Economists) sowie Vize-Präsident für Policy and Partnerships der Alliance for a Green Revolution in Africa.
Er war von 2011 bis 2015 Minister für Landwirtschaft und ländliche Entwicklung in Nigeria, während dieser Zeit führte er eine Reformen im Düngemittelsektor durch, wodurch ein 40-jähriges korruptes System beendet werden konnte, indem ein innovatives elektronisches Konto (wallet system) eingeführt wurde, auf welches die Landwirte ihre Subventionen direkt überwiesen bekamen, was das Leben der 14,5 Millionen Landwirte nachträglich verbessert hat. Außerdem konnte Nigerias Lebensmittelproduktion um 21 Mio. t gesteigert werden und es wurden 5,6 Mrd. US-Dollar aus der Privatwirtschaft in die Landwirtschaft investiert.
Am 28. Mai 2015 wurde er auf dem Jahrestag der Mitgliedsstaaten in Abidjan als erster Nigerianer zum 8. Präsident der Afrikanischen Entwicklungsbank gewählt. Das Amt hat eine Legislaturperiode von 5 Jahren und wurde von Adesina am 1. September 2015 angetreten. Er strebt seine Wiederwahl an, die jedoch überschattet wird von Vorwürfen aus Mitarbeiterkreisen der AfEB, die durch einen Whistleblower im Januar 2020 öffentlich wurden, nach denen Adesina mehrfach gegen den Verhaltenskodex verstoßen haben soll: Interessenskonflikte mit aktuellen und ehemaligen Mitarbeitern, unmoralisches Verhalten und Begünstigung von nigerianischen Mitarbeitern und Geldern für Nigeria – ein ungerechtfertigter Vorwurf, denn Nigeria bzw. nigerianische Mitarbeiter sind bei der AfEB  unterrepräsentiert. Auf Druck von Steven Mnuchin vom Finanzministerium der Vereinigten Staaten wird ein unabhängiger Untersuchungsausschuss den Anschuldigungen nachgehen, nachdem die interne Ethik-Kommission im April noch erklärte, dass „Mr. Adesina von allen Vorwürfen gegen ihn vollumfänglich entlastet worden sei“ und das Direktorium (Board of Governors) diesem Diktum folgend, Adesina von der Vorwürfen freisprechen solle.
Am 27. August 2020 wurde Adesina auf der Jahrestagung einstimmig wiedergewählt; seine zweite Amtszeit begann am 1. September 2020 ist auf fünf Jahre ausgelegt. Seine erste Amtszeit wurde als erfolgreich bewertet: 18 Millionen Menschen bekamen Zugang zu Elektrizität; 141 Millionen Menschen profitieren von verbesserten landwirtschaftlichen Technologien, 15 Millionen Menschen profitieren vom Zugang zu Finanzmitteln aus privaten Investitionen, 101 Millionen Menschen bekamen Zugang zu verbesserten Verkehrsmitteln und 60 Millionen Menschen erhielten Zugang zu Wasser und sanitären Einrichtungen. Die AfEB bestätigte während seiner Amtszeit ihre AAA-Ratings bei allen großen globalen Ratingagenturen. Der Gouverneursrat der Bankgruppe genehmigte eine Erhöhung des allgemeinen Kapitals der Bank um 125 % und erhöhte das Kapital von 93 Mrd. US-Dollar auf 208 Mrd. US-Dollar, was das größte in der Geschichte der Bank darstellt.
Er spricht fließend Englisch und Französisch.

## Ehrungen
- 2012: Order of the Federal Republic (Nigeria)[8]
- 2015: Grand officier de l'Ordre national du Lion du Sénégal (Senegal)[9]
- 2017: Grand officier de l'Ordre camerounais de la Valeur (Kamerun)[10]
- 2017: Grand officier de l'Ordre national du Mérite du Niger (Niger)[11]
- 2018: Grand officier de l'Ordre togolais du Mono (Togo)[12]
- 2018: Order of the Star of Africa (Liberia)[13]
- 2019: Grand Officier de l’Ordre du Mérite (Tunesien)[14]
- 2023: Grand Commander des Order of the Republic of The Gambia[15]

## Auszeichnungen
- 2013: Forbes Africa: Person of the Year[8]

- 2017: Welternährungspreis (World Food Prize)[16]
- 2018: Ehrendoktorwürde der Afe Babalola University[17]
- 2019: Sunhak Peace Prize (zusammen mit Waris Dirie)
- 2019: Forbes Africa: Person of the Year[18]
- 2020: Ehrendoktorwürde der Naturwissenschaften der Federal University of Agriculture, Abeokuta[19]